# Kumamoto

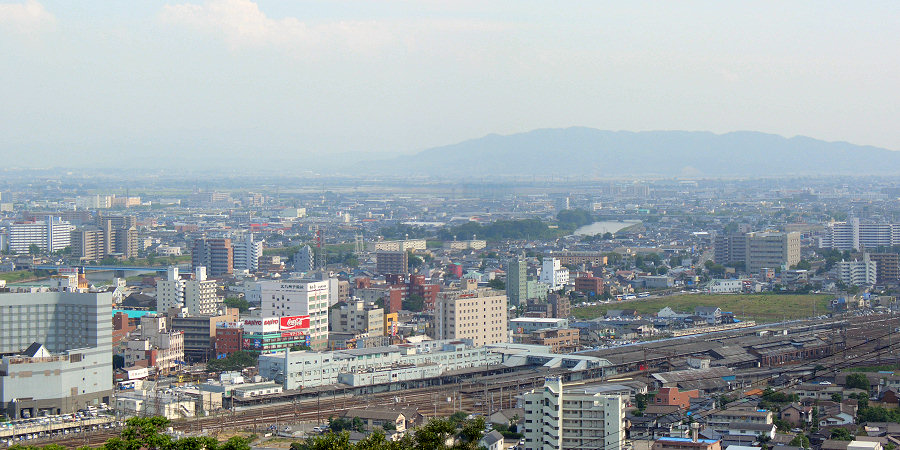
Vy över Kumamoto från berget Hanaoka.

Kumamoto (japanska: 熊本市?, -shi) är residensstad i Kumamoto prefektur på ön Kyushus västkust, Japan. Kumamoto är ett handels- och kulturcentrum med bland annat universitet, staden är även känd för trädgårdsparken Suizenji. 

## Administrativ indelning
Kumamoto är sedan 2012 en av landets tjugo signifikanta städer med speciell status (seirei shitei toshi). 
och delas som sådan in i ku, administrativa stadsdelar. Kumamoto består av fem sådana stadsdelar.
|            |        | Invånare 1 oktober 2015 | Area (km²) |
| ---------- | ------ | ----------------------- | ---------- |
| Chūō-ku    | 中央区 | 186 264                 | 25,45      |
| Higashi-ku | 東区   | 190 480                 | 50,19      |
| Kita-ku    | 北区   | 143 212                 | 115,34     |
| Minami-ku  | 南区   | 127 981                 | 110,01     |
| Nishi-ku   | 西区   | 93 178                  | 89,33      |

## Kommunikationer

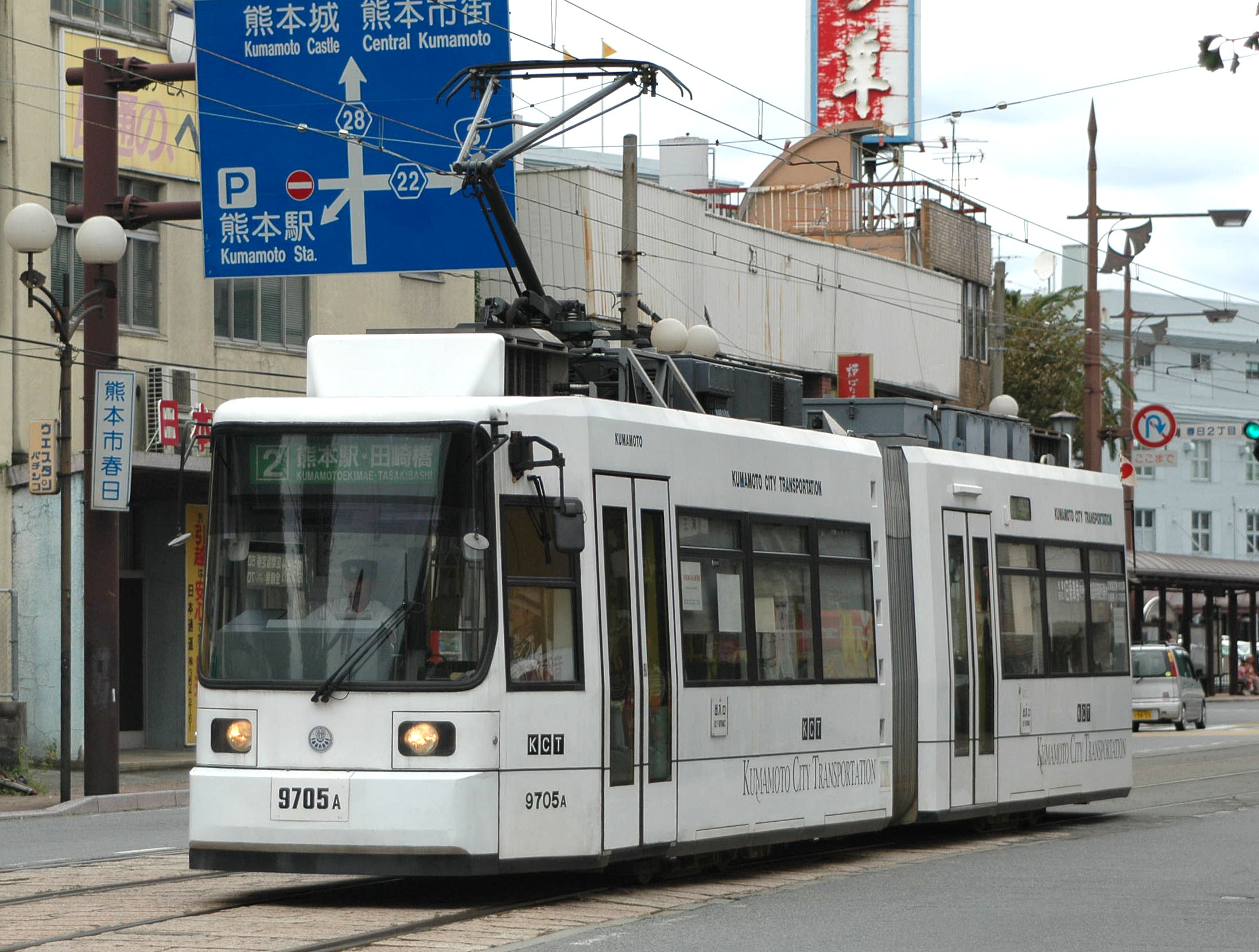
Spårvagn i serie 9700, den första spårvagnen med lågt golv som introducerades i Japan

Kumamoto har ett spårvägssystem som drivs av staden. Spårvägen i Kumamoto var 1997 först i Japan med att införa låggolvsvagnar, dessa byggs i Japan på licens från Adtranz.
Kyushu Shinkansen trafikerar Kumamoto sedan april 2011 och ger anslutning med höghastighetståg till Kagoshima i söder och till Fukuoka och Sanyo Shinkansen i norr. Hohi huvudlinje går österut till Oita och i västlig riktning går Misumilinjen. Samtliga dessa linjer ägs och drivs av JR Kyushu.
Kumamoto flygplats ligger i angränsande Mashiki och har inrikes anslutningar i Japan samt till Seoul i Sydkorea.

## Sport
Roasso Kumamoto spelar i J-League J2 i fotboll.
Kumamoto var arrangörsort vid Världsmästerskapet i handboll för herrar 1997.